# のんのん婆
のんのん婆（のんのんばあ）は、鳥取県境港市の地元言葉で信心深い老婆を指す。観世音菩薩（観音さま）をのんのんさまと呼ぶことに由来する。
のんのん婆を扱った水木しげるの自叙伝に『のんのんばあとオレ』（ISBN 4480024441）がある。この作品は1991年にNHKでテレビドラマ化され（5夜連続で放送）、平成3年度文化庁芸術作品賞を受賞した。また、水木しげるロード（鳥取県境港市）と一畑薬師（島根県出雲市）には「のんのんばあ」像がある。